# Exocelina
Exocelina es un género de coleópteros adéfagos de la familia Dytiscidae. 

## Especies
Especies incluidas:
- Exocelina abdita	(Balke, Watts, Cooper, Humphreys & Volger 2004)
- Exocelina adelbertensis Shaverdo & Balke, 2018
- Exocelina advena
- Exocelina advena	Broun 1886
- Exocelina aipo	(Balke 1998)
- Exocelina aipomek	(Balke 1998)
- Exocelina allerbergeri	Wewalka, Balke & Hendrich 2010
- Exocelina ambua Shaverdo & Balke, 2018
- Exocelina ascendens	(Balke 1998)
- Exocelina astrophallus	(Balke 1998)
- Exocelina athesphatos Shaverdo, Surbakti, Sumoked & Balke, 2020
- Exocelina atowaso	(Shaverdo, Sagata & Balke 2005)
- Exocelina atra	(Sharp 1882)
- Exocelina atrata	(Balfour-Browne 1939)
- Exocelina atripennis	(Balfour-Browne 1939)
- Exocelina aubei	(Montrouzier 1860)
- Exocelina australiae	(Clark 1863)
- Exocelina australis	(Clark 1863)
- Exocelina bacchusi	(Balke 1998)
- Exocelina baga	(Balke & Hendrich 2001)
- Exocelina barbarae	Wewalka, Balke & Hendrich 2010
- Exocelina bewani Shaverdo & Balke, 2018
- Exocelina bimaculata	(Perroud & Montrouzier 1864)
- Exocelina boulevardi	(Watts 1978)
- Exocelina broschii	(Balke 1998)
- Exocelina brownei	(Guignot 1942)
- Exocelina brunoi	Wewalka, Balke & Hendrich 2010
- Exocelina burwelli	Wewalka, Balke & Hendrich 2010
- Exocelina casuarina	(Balke & Hendrich 1998)
- Exocelina charlottae	Wewalka, Balke & Hendrich 2010
- Exocelina commatifera	(Heller 1916)
- Exocelina creuxorum	Wewalka, Balke & Hendrich 2010
- Exocelina cyclops Shaverdo & Balke, 2018
- Exocelina damantiensis	(Balke 1998)
- Exocelina danae	(Balke 1998)
- Exocelina desii	(Balke 1999)
- Exocelina elongatula	(Macleay 1871)
- Exocelina erteldi	(Balke 1998)
- Exocelina ferruginea	(Sharp 1882)
- Exocelina feryi	Wewalka, Balke & Hendrich 2010
- Exocelina flammi	Wewalka, Balke & Hendrich 2010
- Exocelina fume	(Balke 1998)
- Exocelina gapa	(Watts 1978)
- Exocelina gaulorum	Wewalka, Balke & Hendrich 2010
- Exocelina gelima	Wewalka, Balke & Hendrich 2010
- Exocelina glypta	(Guignot 1955)
- Exocelina gracilis	(Sharp 1882)
- Exocelina heidiae	(Balke 1998)
- Exocelina hintelmannae	(Shaverdo, Sagata & Balke 2005)
- Exocelina ibalimi Shaverdo & Balke, 2018
- Exocelina inexspectata	Wewalka, Balke & Hendrich 2010
- Exocelina interrupta	(Perroud & Montrouzier 1864)
- Exocelina jaseminae	(Balke 1998)
- Exocelina jeannae	Wewalka, Balke & Hendrich 2010
- Exocelina kainantuensis	(Balke 2001)
- Exocelina karmurensis	(Balke 1998)
- Exocelina keki Shaverdo & Balke, 2018
- Exocelina ketembang	(Balke 1998)
- Exocelina koghis	Wewalka, Balke & Hendrich 2010
- Exocelina kolleri	Wewalka, Balke & Hendrich 2010
- Exocelina kumulensis Shaverdo & Balke, 2018
- Exocelina larsoni	(Balke 1998)
- Exocelina leae	Wewalka, Balke & Hendrich 2010
- Exocelina lilianae	Wewalka, Balke & Hendrich 2010
- Exocelina maculata	(Sharp 1882)
- Exocelina madangensis	(Balke 2001)
- Exocelina manfredi	(Balke 1998)
- Exocelina marinae	(Shaverdo, Sagata & Balke 2005)
- Exocelina me	(Balke 1998)
- Exocelina mendiensis Shaverdo & Balke, 2018
- Exocelina melanaria	(Sharp 1882)
- Exocelina menyamya Shaverdo & Balke, 2018
- Exocelina messeri	(Balke 1999)
- Exocelina miriae	(Balke 1998)
- Exocelina monae	(Balke 1998)
- Exocelina monteithi	Wewalka, Balke & Hendrich 2010
- Exocelina munaso	(Shaverdo, Sagata & Balke 2005)
- Exocelina nielsi	Wewalka, Balke & Hendrich 2010
- Exocelina niklasi	Wewalka, Balke & Hendrich 2010
- Exocelina nomax	(Balfour-Browne 1939)
- Exocelina novaecaledoniae	(Balfour-Browne 1939)
- Exocelina okapa Shaverdo & Balke, 2018
- Exocelina ouin	Wewalka, Balke & Hendrich 2010
- Exocelina parvula	(Boisduval 1835)
- Exocelina patepensis	(Balke 1998)
- Exocelina perfecta	(Sharp 1882)
- Exocelina piusi Shaverdo & Balke, 2018
- Exocelina poellabauerae	Wewalka, Balke & Hendrich 2010
- Exocelina polita	(Sharp 1882)
- Exocelina pseudofume Shaverdo & Balke, 2018
- Exocelina pseudopusilla Shaverdo & Balke, 2018
- Exocelina punctipennis	(Lea 1899)
- Exocelina pusilla Shaverdo & Balke, 2018
- Exocelina rasilis	(Lea 1899)
- Exocelina remyi	Wewalka, Balke & Hendrich 2010
- Exocelina rivulus	(Balke 1998)
- Exocelina rotteri	Wewalka, Balke & Hendrich 2010
- Exocelina rufa	(Balke 1998)
- Exocelina saltusholmesensis Watts, Hendrich & Balke, 2016
- Exocelina sanctimontis	(Balke 1998)
- Exocelina schoelleri	Wewalka, Balke & Hendrich 2010
- Exocelina shizong	(Balke & Bergsten 2003)
- Exocelina sima Shaverdo & Balke, 2018
- Exocelina simbaiensis Shaverdo & Balke, 2018
- Exocelina simbaijimi Shaverdo & Balke, 2018
- Exocelina simoni	Wewalka, Balke & Hendrich 2010
- Exocelina simplex	(Clark 1863)
- Exocelina staneki	Wewalka, Balke & Hendrich 2010
- Exocelina subjecta	(Sharp 1882)
- Exocelina sugayai Balke & Ribera, 2020
- Exocelina sumokedi Shaverdo & Balke, 2018
- Exocelina takime	(Balke 1998)
- Exocelina talake	(Balke 1998)
- Exocelina tarmluensis	(Balke 1998)
- Exocelina tsinga Shaverdo, Surbakti, Sumoked & Balke, 2020
- Exocelina ullrichi	(Balke 1998)
- Exocelina vladimiri	(Shaverdo, Sagata & Balke 2005)
- Exocelina yoginofi Shaverdo & Balke, 2018